# Jedność (Węgry)
Jedność (węg. Összefogás) – sojusz opozycyjnych węgierskich partii politycznych.
Sojusz został zawarty przez ruch wyborczy byłego premiera Gordona Bajnajego Razem 2014, Węgierską Partię Socjalistyczną, Koalicję Demokratyczną, Węgierską Partię Liberalną i Dialog dla Węgier. Alians powstał aby zwiększyć szanse ugrupowań opozycyjnych na zwycięstwo w wyborach parlamentarnych w 2014 r. Kandydatem sojuszu na premiera był lider Partii Socjalistycznej Attila Mesterházy. Ugrupowania wchodzące w skład sojuszu miały wystawić swoich kandydatów we wszystkich 106 jednomandatowych okręgach wyborczych. Sojusz w wyborach w 2014 uzyskał 38 miejsc w 199-osobowym parlamencie.